# Football Club International Turku 2017

## Stagione
Nella stagione 2017 l'Inter Turku ha disputato la Veikkausliiga, massima serie del campionato finlandese di calcio, terminando il torneo al nono posto con 38 punti conquistati in 33 giornate, frutto di 10 vittorie, 8 pareggi e 15 sconfitte. In Suomen Cup è sceso in campo a partire dal sesto turno, superando la fase a gironi come secondo classificato nel girone D, raggiungendo i quarti di finale dove è stato eliminato dal SJK.

## Organico

### Rosa
| N. |                               | Ruolo | Calciatore        |
| -- | ----------------------------- | ----- | ----------------- |
| 1  | Finlandia (bandiera)          | P     | Jere Koponen      |
| 2  | Finlandia (bandiera)          | D     | Niko Markkula     |
| 3  | Macedonia del Nord (bandiera) | D     | Kosta Manev       |
| 4  | Brasile (bandiera)            | D     | Alan Henrique     |
| 5  | Finlandia (bandiera)          | D     | Tero Mäntylä      |
| 6  | Grecia (bandiera)             | D     | Petros Kanakoudis |
| 7  | Finlandia (bandiera)          | C     | Ari Nyman         |
| 8  | Finlandia (bandiera)          | A     | Mika Ojala        |
| 9  | Finlandia (bandiera)          | A     | Benjamin Källman  |
| 10 | Francia (bandiera)            | A     | Guy Gnabouyou     |
| 11 | Finlandia (bandiera)          | A     | Albion Ademi      |
| 12 | Finlandia (bandiera)          | P     | Henrik Moisander  |
| 13 | Finlandia (bandiera)          | P     | Aati Marttinen    |
| 14 | Gambia (bandiera)             | A     | Macoumba Kandji   |
| 15 | Finlandia (bandiera)          | A     | Timo Furuholm     |

| N. |                      | Ruolo | Calciatore        |
| -- | -------------------- | ----- | ----------------- |
| 16 | Finlandia (bandiera) | C     | Kalle Kauppi      |
| 17 | Finlandia (bandiera) | C     | Kevin Mombilo     |
| 18 | Francia (bandiera)   | C     | Julien Faubert    |
| 19 | Finlandia (bandiera) | A     | Elias Untamala    |
| 22 | Finlandia (bandiera) | D     | Arttu Hoskonen    |
| 23 | Argentina (bandiera) | C     | Lucas García      |
| 24 | Finlandia (bandiera) | A     | Lassi Viholainen  |
| 25 | Nigeria (bandiera)   | C     | Philip Njoku      |
| 28 | Finlandia (bandiera) | C     | Mika Mäkitalo     |
| 29 | Finlandia (bandiera) | C     | Henri Lehtonen    |
| 32 | Finlandia (bandiera) | C     | Elias Mastokangas |
| 33 | Finlandia (bandiera) | D     | Tatu Varmanen     |
| 99 | Finlandia (bandiera) | A     | Njazi Kuqi        |
|    | Finlandia (bandiera) | C     | Muse Yoonis       |

## Statistiche

### Statistiche di squadra
| Competizione  | Punti | In casa | In casa | In casa | In casa | In casa | In casa | In trasferta | In trasferta | In trasferta | In trasferta | In trasferta | In trasferta | Totale | Totale | Totale | Totale | Totale | Totale | DR  |
| Competizione  | Punti | G       | V       | N       | P       | Gf      | Gs      | G            | V            | N            | P            | Gf           | Gs           | G      | V      | N      | P      | Gf     | Gs     | DR  |
| ------------- | ----- | ------- | ------- | ------- | ------- | ------- | ------- | ------------ | ------------ | ------------ | ------------ | ------------ | ------------ | ------ | ------ | ------ | ------ | ------ | ------ | --- |
| Veikkausliiga | 38    | 16      | 4       | 6       | 6       | 27      | 25      | 17           | 6            | 2            | 9            | 27           | 32           | 33     | 10     | 8      | 15     | 54     | 57     | -3  |
| Suomen Cup    | -     | 4       | 3       | 1       | 0       | 14      | 2       | 3            | 1            | 0            | 2            | 3            | 4            | 7      | 4      | 1      | 2      | 17     | 6      | +11 |
| Totale        | -     | 20      | 7       | 7       | 6       | 41      | 27      | 20           | 7            | 2            | 11           | 30           | 36           | 40     | 14     | 9      | 17     | 71     | 63     | +8  |